# Schafstädt
Schafstädt est une ancienne ville dans l'arrondissement de la Saale en Saxe-Anhalt qui est incorporée dans la municipalité de Bad Lauchstädt depuis 2008.

## Géographie

Location de Schafstädt dans la commune de Bad Lauchstädt

Schafstädt est situé sur le plateau de Querfurt, dans la vallée de la Laucha qui prend son source au sud-ouest de la ville. Les environs de la ville avec leurs sols de lœss sont dominés par l'agriculture intensive.

## Histoire

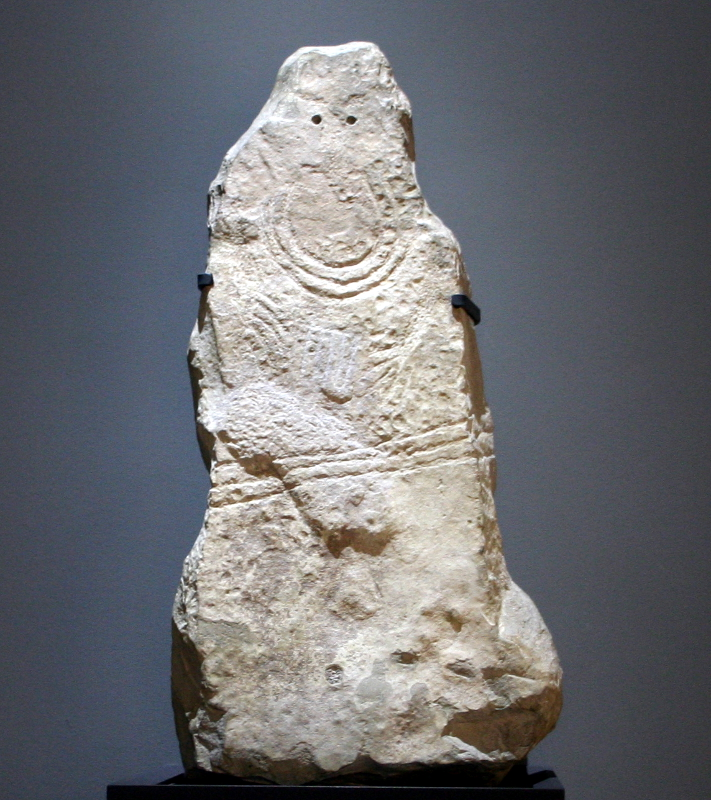
Le menhir de Schafstädt

Schafstädt est mentionnée pour la premiere fois dans le registre des dîmes de l'abbaye de Hersfeld vers le fin du IXe siècle. En 1558, le statut de ville es accordé. Le 6 novembre 1747, vers 1 heure du matin, un foudre déclenche un incendie dans le clocher de l'église de Schafstädt, le détruisant ainsi que les cloches de l'église.
Jusqu'à 1815 Schafstädt fait partie de l'Amt Lauchstädt, de son tour d'abord partie de la évêché de Mersebourg, depuis 1561 sous la suprématie électorale saxonne et de 1656 à 1738 partie du duché de Saxe-Mersebourg. À la suite des décisions du Congrès de Vienne, la ville passe au Royaume de Prusse. Elle est incorporée à l'ancien arrondissement de Mersebourg dans le district de Mersebourg dans la province de Saxe. Depuis 1952 Schafstädt appartient à l'arrondissement de Mersebourg du district de Halle, depuis 1998 à l'arrondissement de Mersebourg-Querfurt et depuis 2007 à l'arrondissement de la Saale. Le 1 janvier 2008 la ville est incorporée dans Bad Lauchstädt.
En 1962 une statue-menhir attribuée à la culture de la céramique cordée est trouvé à Schafstädt qui est conservée au musée de la préhistoire à Halle-sur-Saale.

## Sites d'intérêt et monuments

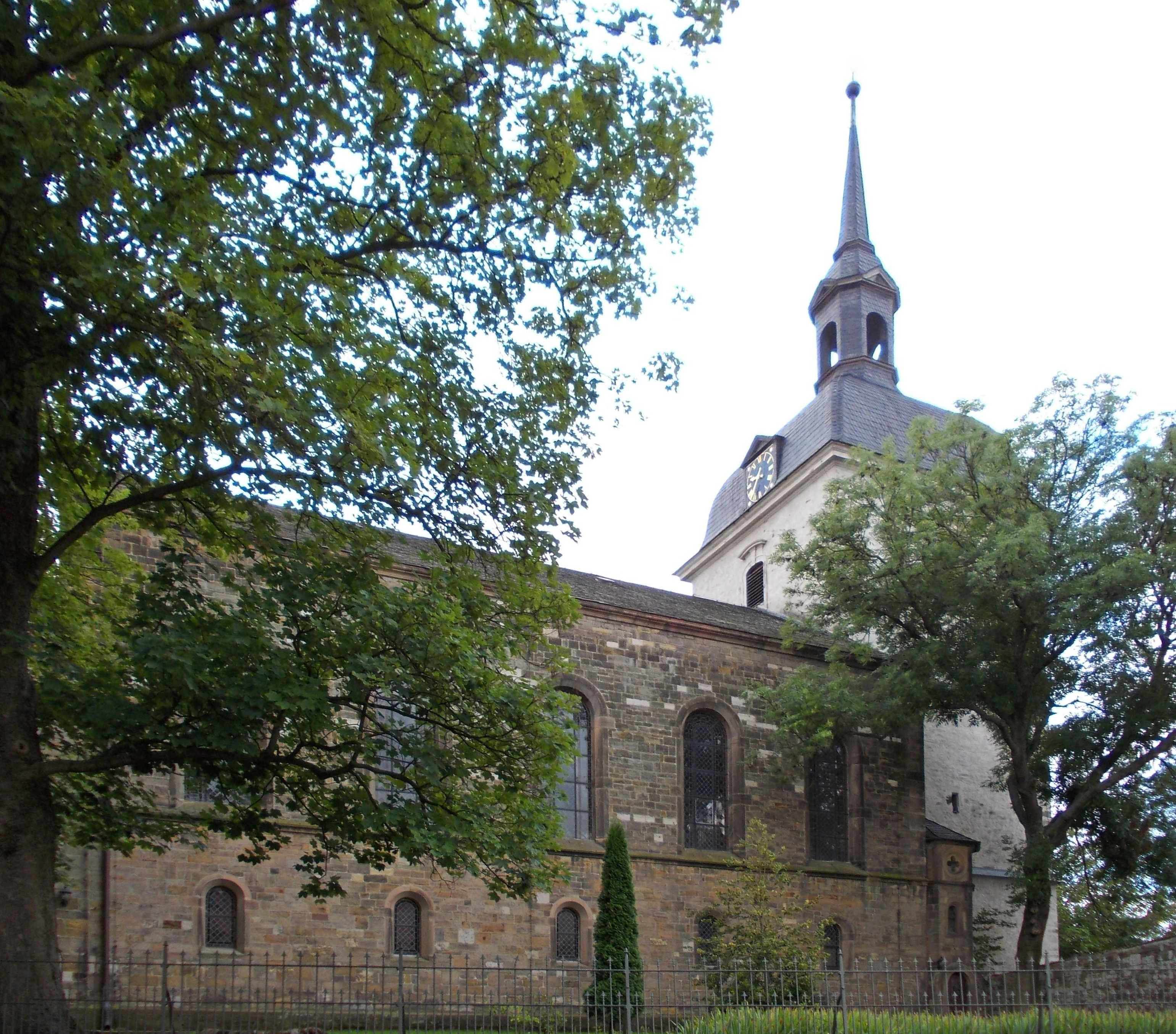
L'église Saint-Jean

- Église Saint-Jean avec un orgue de Friedrich Ladegast
- Manoir
- sur la cimetière de la ville:
  - Tombe de la famille von Weidlich
  - Tombe de deux femmes soviétiques nommés, déportées en Allemagne pendant la Seconde Guerre mondiale et victimes du travail forcé

## Transportation
Schafstädt est situé sur les routes L172 (entre Querfurt et Mersebourg) et L177 (entre Karsdorf et Steuden). Au nord de la ville se trouve la jonction 21 de l'autoroute 38 entre Göttingen et Leipzig, ouverte en 2008. 

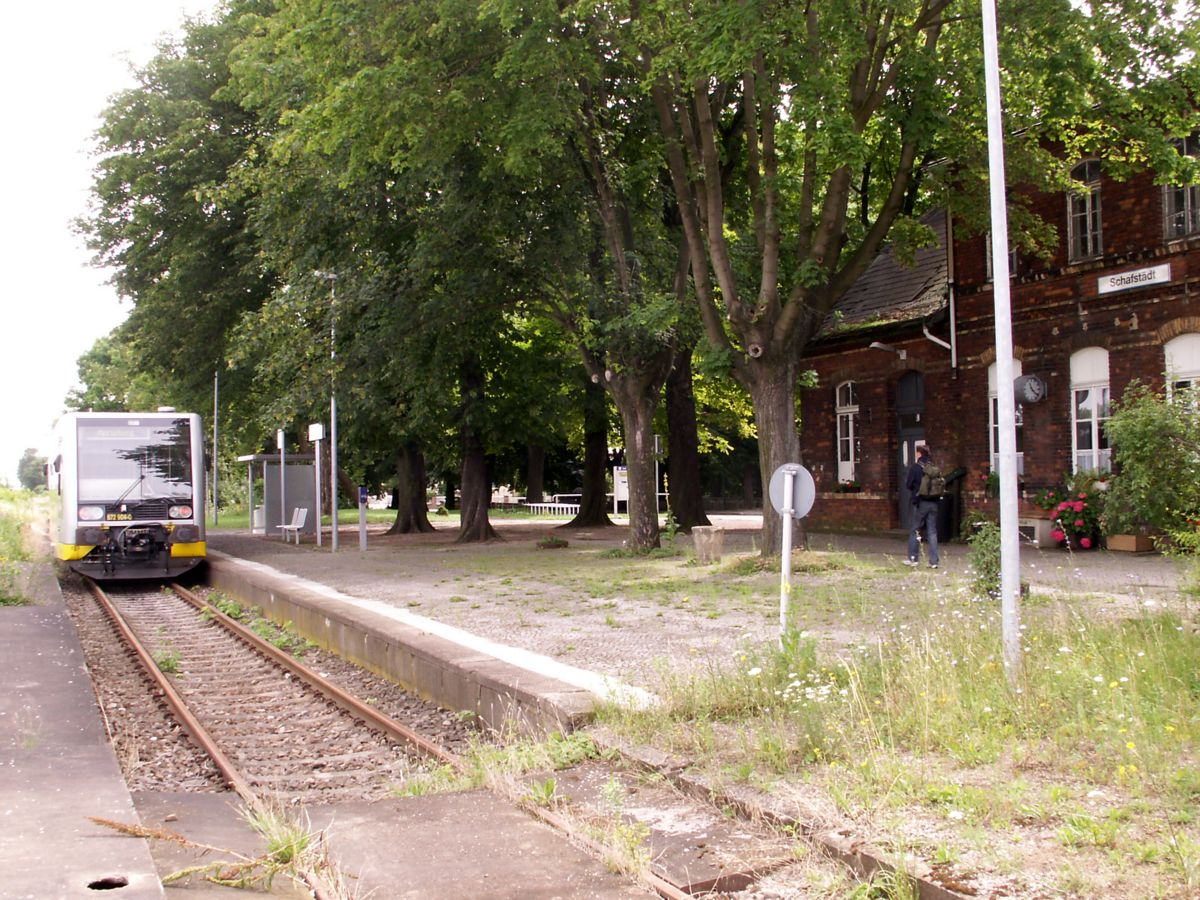
L'ancienne gare (2007)

La gare de Schafstädt était le terminus d'une ligne ferroviaire de Mersebourg. Elle est fermée en décembre 2014. Depuis, Schafstädt est desservi par la ligne de bus 728 de la Personennahverkehrsgesellschaft Merseburg-Querfurt. 

## Personnages liées
- Christian Joachim (1680 - après 1750), facteur d'orgues
- Julius von Kirchmann (1802 – 1884), homme politique et avocat